# Rożan Wielki
Rożan Wielki, Wielki Rożyn (biał. Вялікі Рожан, Wialiki Rożan; ros. Большой Рожан, Bolszoj Rożan) – wieś na Białorusi, w obwodzie mińskim, w rejonie soligorskim.
Wieś magnacka położona była w końcu XVIII wieku w Księstwie Słuckim w powiecie nowogródzkim województwa nowogródzkiego.